# Litzelhof (Sagritz)

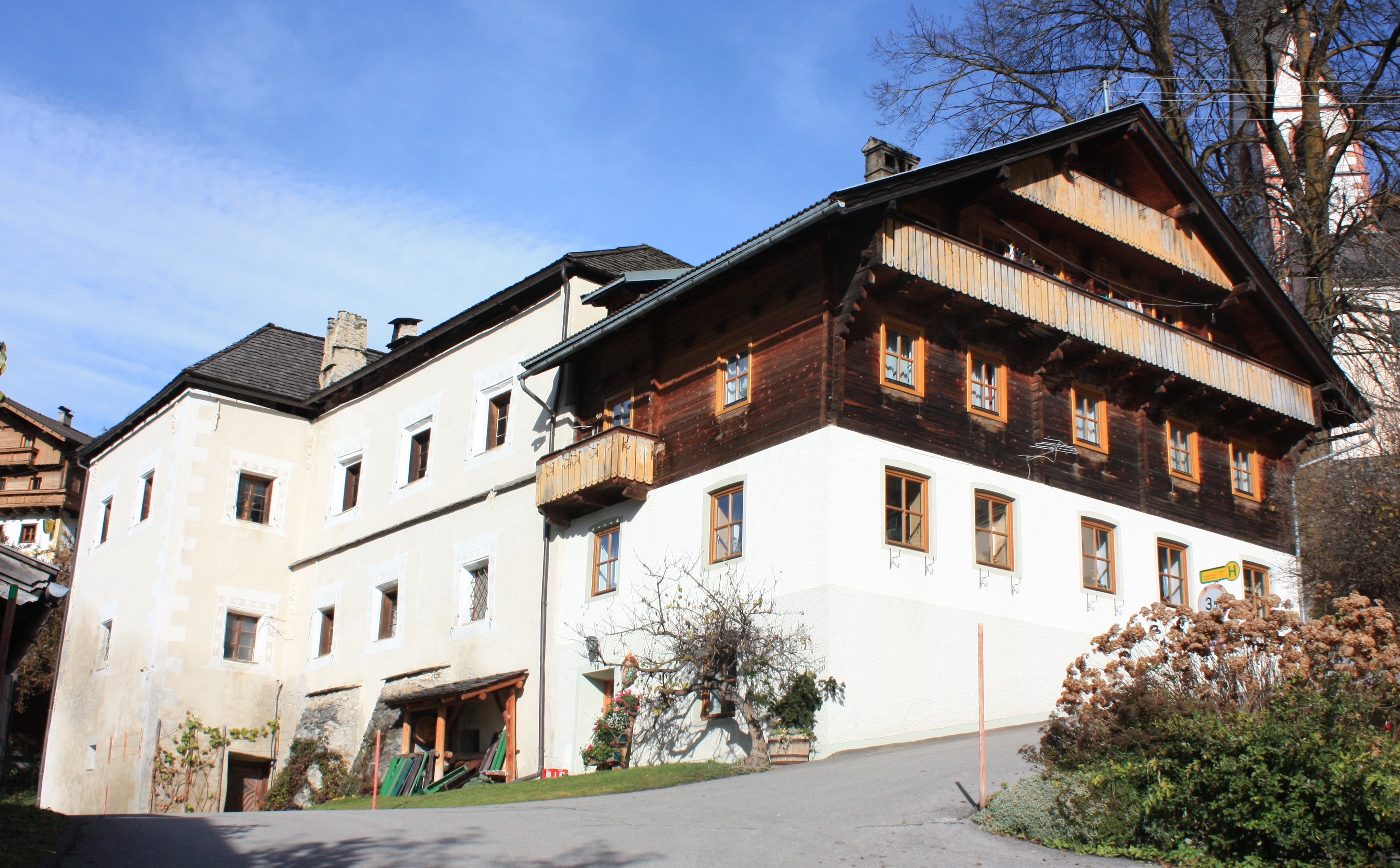
Litzelhof, im Vordergrund Zubau von 1935

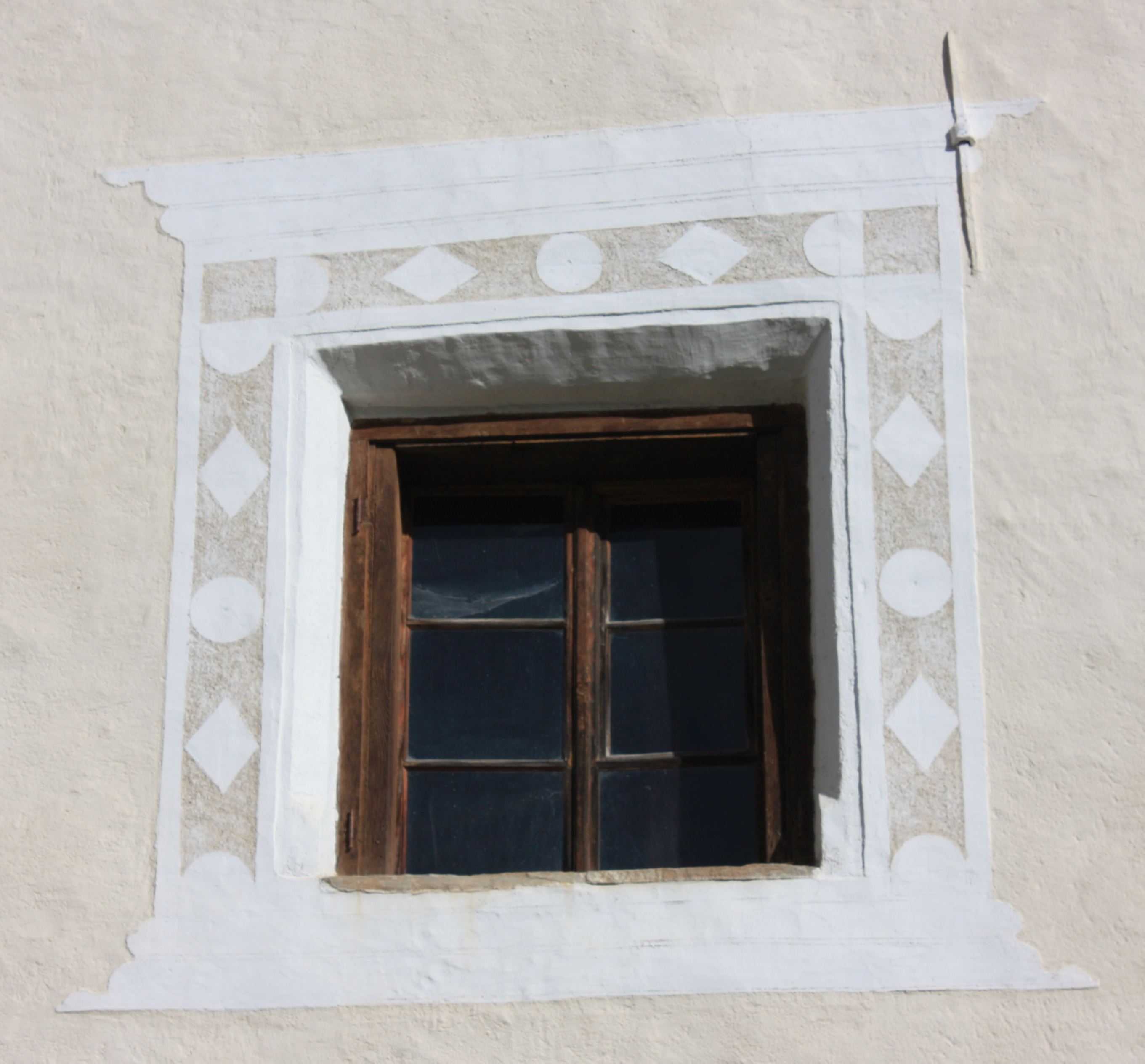
Litzelhof: Fenster mit Kratzputzdekor

Der Litzelhof südwestlich der Pfarrkirche in Sagritz in der Gemeinde Großkirchheim, Bezirk Spittal an der Drau, Kärnten war vom 12. Jahrhundert bis 1529 als Propsthof im Besitz des Stiftes Admont. Danach kaufte das Anwesen Siegmund von Dietrichstein. Das heutige Gebäude wurde wahrscheinlich Ende des 16. Jahrhunderts von der Familie Putz von Kircheim, den Besitzern des Schlosses Großkirchheim im Renaissancestil errichtet. Dem dominanten Bau über winkelförmigen, offenen Grundriss wurde 1935 an der Südostseite ein Wohnhaus angebaut. Bei der Außenrestaurierung 1988 wurde das Architekturdekor des 16. Jahrhunderts wiederhergestellt. An den Fassaden hat sich der Putz aus der Erbauungszeit zum Großteil erhalten. Die Fenster weisen Kratzputzdekor, die Ecken zum Teil Quaderdekor auf.
Ein Raum im Erdgeschoß ist mit Stichkappen und Netzstuckgraten ausgestattet, zwei weitere Räume besitzen Wandvertäfelung und Kassettendecken aus dem 16. Jahrhundert. Im zweiten Obergeschoß befindet sich ein mit 1703 bezeichnetes Portal mit einer Supraporte, seitlichen das Schuppenpilastern und Wangen aus Akanthusranken. In der Supraporte ist ein Ovalmedaillon mit dem Wappen der Litzelhofer angebracht.